# Micrapion clavaforme
Micrapion clavaforme är en stekelart som beskrevs av Wallace A. Steffan 1948. Micrapion clavaforme ingår i släktet Micrapion och familjen Leucospidae.
Artens utbredningsområde är Gabon. Inga underarter finns listade i Catalogue of Life.